# Galgenberg (Naturschutzgebiet, Landkreis Göppingen)
Das Naturschutzgebiet Galgenberg liegt auf dem Gebiet der Gemeinden Bad Ditzenbach und Deggingen in Baden-Württemberg.
Es gibt in Baden-Württemberg zwei weitere namensgleiche Naturschutzgebiete, Galgenberg (SGB-Nr.: 4.217) im Alb-Donau-Kreis und Galgenberg (SGB-Nr.: 3.203) im Landkreis Tuttlingen.

## Kenndaten
Das Gebiet wurde durch Verordnung des Regierungspräsidiums Stuttgart vom 14. November 2000 als Naturschutzgebiet unter der Schutzgebietsnummer 1241 ausgewiesen. Der CDDA-Code lautet 318420 und entspricht der WDPA-ID.

## Lage
Das Schutzgebiet liegt nördlich von Bad Ditzenbach auf dem südlichsten Teil des Hochalb-Rückens des Galgenbergs. Es grenzt mit seiner Westseite an das Landschaftsschutzgebiet Bad Ditzenbach und gehört außerdem zum FFH-Gebiet Filsalb und zum Vogelschutzgebiet Mittlere Schwäbische Alb. Das Schutzgebiet liegt im Naturraum 094-Mittlere Kuppenalb innerhalb der naturräumlichen Haupteinheit 09-Schwäbische Alb.

## Schutzzweck
Wesentlicher Schutzzweck ist laut Schutzgebietsverordnung der Erhalt und die Förderung eines typischen Ausschnitts der Alblandschaft, bestehend aus einem Mosaik
- aus Wacholderheiden mitsamt einem Teil ihrer Säume und Sukzessionsstadien,
- aus Felsstandorten mit den zugehörigen Steppenheideelementen,
- aus naturnahen Waldgesellschaften, zum Teil in ihrer kulturbedingten Ausprägung,
- aus Waldsäumen, Feldgehölzen und Hecken sowie aus extensiv genutzten Wirtschaftswiesen und Weiden

als Lebensraum einer äußerst vielfältigen Flora und Fauna mit zahlreichen geschützten und gefährdeten Arten aus wissenschaftlichen, ökologischen und landeskundlich-kulturellen Gründen sowie wegen der Vielfalt, Eigenart und Schönheit der naturhaften Ausstattung dieses Landschaftsausschnitts als Erholungsraum von hohem Erlebniswert.